# Лямчинская
Лямчинская — деревня в Вельском районе Архангельской области России. Входит в состав Пуйского сельского поселения.

## География
Деревня находится в южной части Архангельской области, в таёжной зоне, в пределах северной части Русской равнины, на левом берегу реки Пуи, на расстоянии примерно 51 километра (по прямой) к северо-северо-востоку (NNE) от города Вельска, административного центра района.
Климат
Климат характеризуется как умеренно континентальный, с прохладным и дождливым летом. Средняя температура воздуха самого холодного месяца (января) составляет −12,7 °C; самого тёплого месяца (июля) — 18 °C. Среднегодовое количество атмосферных осадков составляет 763,7 мм.
Часовой пояс
Лямчинская, как и вся Архангельская область, находится в часовой зоне МСК (московское время). Смещение применяемого времени относительно UTC составляет +3:00.

## История
В «Списке населенных мест Российской империи», изданном в 1861 году, населённый пункт упомянут как деревня Лямцынская Шенкурского уезда (1-го стана), расположенная в 77 верстах от уездного города Шенкурска. В деревне насчитывалось 7 дворов и проживало 66 человек (31 мужчина и 35 женщин).
По состоянию на 1920 год, в Лямчинской имелось 18 дворов и проживало 92 человека (36 мужчин и 56 женщин). В административном отношении деревня входила в состав Пуйского общества Пуйской волости Шенкурского уезда.
Среди знаменитых уроженцев деревни Лямчинская нужно отметить Быкова Александра Семёновича (1900-?). Детство и юность он провёл в Лямчинской, а когда началась Гражданская война вступил добровольцем в ряды Красной Армии. Будучи на пенсии он написал воспоминания о деревенской жизни и участии в Гражданской войне. В 2025 г. его воспоминания были изданы отдельной книгой "Воспоминания о революции и Гражданской войне".

## Население
| 2002 | 2010 | 2012 | 2014 |
| ---- | ---- | ---- | ---- |
| 6    | ↘4   | ↗5   | ↗6   |

Национальный состав
Согласно результатам переписи 2002 года, в национальной структуре населения русские составляли 100 %.